# Општина Сечањ
Општина Сечањ је општина у Републици Србији. Налази се у АП Војводина и спада у Средњобанатски управни округ. По подацима из 2004. општина заузима површину од 523 km² (од чега на пољопривредну површину отпада 48.995 ha, а на шумску 196 ha).
Седиште општине је насеље Сечањ. Општина Сечањ се састоји од 11 насеља. Према подацима са последњег пописа 2022. године у општини је живело 10.544 становника По подацима из 2004. природни прираштај је износио -10,8‰, а број запослених у општини износи 2.691 људи. У општини се налази 11 основних и 3 средње школе.

## Географија
У средњем делу Баната, на десној обали Тамиша, 32 km источно од Зрењанина, простире се општина Сечањ са селима:
- Банатска Дубица,
- Бока,
- Бусење,
- Јарковац,
- Јаша Томић,
- Конак,
- Крајишник,
- Неузина,
- Сечањ,
- Сутјеска и
- Шурјан.

## Демографија

### Попис 2002.
Национални састав општине према попису из 2002. године:
- Срби - 11.607 (70,87%)
- Мађари - 2.068 (12,63%)
- Румуни - 642 (3,92%)
- Роми - 609 (3,72%)
- Југословени - 266 (1,62%)
- Хрвати - 148 (0,9%)
- Бугари - 114 (0,7%)

Ту су још и Македонци и остали.

### Попис 2011.
| Етнички састав према попису из 2011.‍ | Етнички састав према попису из 2011.‍ | Етнички састав према попису из 2011.‍ | Етнички састав према попису из 2011.‍ | Етнички састав према попису из 2011.‍ |
| ------------------------------------ | ------------------------------------ | ------------------------------------ | ------------------------------------ | ------------------------------------ |
|                                      |                                      |                                      |                                      |                                      |
| Срби                                 | Срби                                 |                                      | 9.195                                | 69,31%                               |
| Мађари                               | Мађари                               |                                      | 1.691                                | 12,75%                               |
| Роми                                 | Роми                                 |                                      | 714                                  | 5,38%                                |
| Румуни                               | Румуни                               |                                      | 566                                  | 4,27%                                |
| Хрвати                               | Хрвати                               |                                      | 113                                  | 0,85%                                |
| Бугари                               | Бугари                               |                                      | 87                                   | 0,66%                                |
| Словаци                              | Словаци                              |                                      | 52                                   | 0,39%                                |
| Југословени                          | Југословени                          |                                      | 50                                   | 0,38%                                |
| Македонци                            | Македонци                            |                                      | 39                                   | 0,29%                                |
| Немци                                | Немци                                |                                      | 39                                   | 0,29%                                |
| Црногорци                            | Црногорци                            |                                      | 24                                   | 0,18%                                |
| Руси                                 | Руси                                 |                                      | 12                                   | 0,09%                                |
| Горанци                              | Горанци                              |                                      | 11                                   | 0,08%                                |
| Муслимани                            | Муслимани                            |                                      | 11                                   | 0,08%                                |
| Словенци                             | Словенци                             |                                      | 7                                    | 0,05%                                |
| Албанци                              | Албанци                              |                                      | 4                                    | 0,03%                                |
| Буњевци                              | Буњевци                              |                                      | 3                                    | 0,02%                                |
| Украјинци                            | Украјинци                            |                                      | 2                                    | 0,02%                                |
| Власи                                | Власи                                |                                      | 1                                    | 0,01%                                |
| Русини                               | Русини                               |                                      | 1                                    | 0,01%                                |
| остали                               | остали                               |                                      | 9                                    | 0,07%                                |
| Регионална припадност                | Регионална припадност                |                                      | 150                                  | 1,13%                                |
| неизјашњени                          | неизјашњени                          |                                      | 439                                  | 3,31%                                |
| непознато                            | непознато                            |                                      | 47                                   | 0,35%                                |
| укупно: 13.267                       |                                      |                                      |                                      |                                      |

Села са већинским српским становништвом су Банатска Дубица, Бока, Јарковац, Јаша Томић, Крајишник, Сечањ и Сутјеска.
Ово су села у којима живе још и Мађари, Роми, Румуни, Хрвати, Бугари, Македонци и остали.
Бусење има већинско мађарско становништво. Конак, Неузина и Шурјан имају за становништво Србе, Хрвате, Мађаре, Немце и остале.

## Историја
Већа насељавања у овом крају настају истеривањем Турака из Баната, у 18. и 19. веку. Већину становника чинили су Немци, који су се после Другог светског рата иселили, а колонизовало се становништво из Босне и Херцеговине и других крајева. 22. јуна 2018. године потписан је споразум о сарадњи и братимљењу између града Азова (Руска Федерација) и општине Сечањ.

## Култура
У неким местима ове општине сачуване су уметничке вредности у сликарским радовима Константина Данила и Стевана Алексића (Јарковац). У Јаши Томићу (некада Модош) налази се и музејска збирка с археолошким и етнолошким материјалом, као и стара црква (1746), обновљена 1906. године.

## Службени језик
На подручју целе општине Сечањ у равноправној службеној употреби су формално српски језик (ћирилично писмо), мађарски језик и румунски језик, док је употреба латиничног писма које је раније такође било службено, укинута између 2009. и 2014. године.

## Привреда
Развијени су пољопривреда, трговина и саобраћај. У овом крају 1959. године почело је истраживање и експлоатација нафте и гаса.

## Познате личности
- Момир Рнић, рукометаш